# Paysandu SC
Paysandu Sport Club, denumit în mod obișnuit Paysandu, este un club profesionist din Brazilia, având sediul în Belém, parte din statul Pará. În prezent echipa concurează în Campionatul Braziliei Série C, al treilea nivel al fotbalului brazilian, precum și în Campeonato Paraense, clasa de vârf a ligii de fotbal a statului Pará.

## Istoria clubului
Pe 2 februarie 1914, membrii Norte Clube au protestat împotriva unei decizii a federației de fotbal din Pará de care beneficiază Remo prin desființarea echipei și refondarea altei echipe. În unanimitate, adunarea l-a ales pe Hugo Leão să prezideze întâlnirea. În calitate de lider al mișcării, el a propus numele Paysandu Foot-Ball Club pentru noul club. Numele a fost ales ca un omagiu adus evenimentului nefericit din Paysandú, un oraș uruguayan, care avea să ia startul războiului împotriva Paraguayului.
În 1991 și 2001, Paysandu a fost campion al Campionatului Braziliei Série B. În 2002 clubul a fost campion al Copa Norte, iar mai târziu, în același an, campion al Copa dos Campeões, două competiții care s-au desființat, ambele în 2002. În 2003, Paysandu a fost eliminat de Boca Juniors în manșa secundă a unui meci din Copa Libertadores, după ce a câștigat prima manșă în La Bombonera. Aceasta a fost prima participare a clubului în competițiile CONMEBOL.
Clubul are și două titluri de Copa Verde, precum și cel mai mare câștigător de stat cu un record de 49 de titluri.

## Rivali
Cel mai mare rival al lui Paysandu este Remo, cu care joacă Clássico Rei da Amazônia (derby-ul Regelui Amazonului) sau Re-Pa, cel mai mare din regiunea de nord a Braziliei. Primul joc a avut loc pe 14 iunie 1914, Remo câștigând cu 2–1. Pe 26 iulie 1945, a avut loc cel mai mare scor din derby. Paysandu a câștigat cu 7-0 într-un meci valabil pentru Campeonato Paraense din acel an. În 2016, derby-ul a fost declarat patrimoniu cultural imaterial al statului Pará, fiind calificat drept expresie culturală a locuitorilor din Pará. O altă rivalitate minoră există între Paysandu și Tuna Luso. Primul meci a avut loc pe 11 decembrie 1932. A fost un amical care s-a încheiat la egalitate la 3–3.

## Palmares
| Competițiile Naționale | Regionale | CONMEBOL                                   |
| - Série B (2) : - Campioni : 1991, 2001. - Série C (0) : - Finalistă: 2014. - Cupa Braziliei (0) : - Optimi: 2012, 2015, 2017, 2019. | - Campeonato Paraense (49) : - Campioni : 1920, 1921, 1922, 1923, 1927, 1928, 1929, 1931, 1932, 1934, 1939, 1942, 1943, 1944, 1945, 1947, 1956, 1957, 1959, 1961, 1962, 1963, 1965, 1966, 1967, 1969, 1971, 1972, 1976, 1980, 1981, 1982, 1984, 1985, 1987, 1992, 1998, 2000, 2001, 2002, 2005, 2006, 2009, 2010, 2013, 2016, 2017, 2020, 2021. - Copa Verde (2) : - Campioni : 2016, 2018. - Locul 2 : 2014, 2017, 2019. | - Copa Libertadores (-) : - Optimi : 2003. |